# Вільярехо-де-Монтальбан
Вільярехо-де-Монтальбан (ісп. Villarejo de Montalbán) — муніципалітет в Іспанії, у складі автономної спільноти Кастилія-Ла-Манча, у провінції Толедо. Населення — 66 осіб (2010).
Муніципалітет розташований на відстані близько 100 км на південний захід від Мадрида, 47 км на захід від Толедо.

## Демографія
Динаміка населення (INE ):

## Галерея зображень

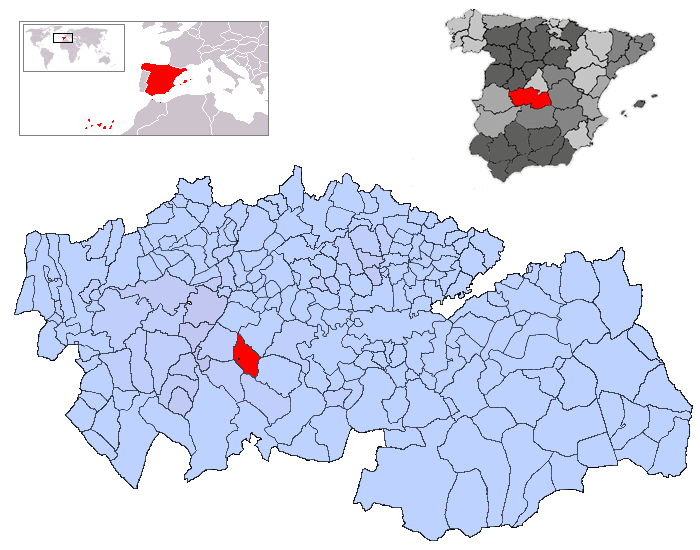
Розташування муніципалітету у провінції Толедо